# Amphithéâtre de Capoue
L'amphithéâtre de Capoue — en réalité le second amphithéâtre de Capoue — est l'un des principaux monuments de l'antique Capoue, en Italie méridionale, à proximité de la voie Appienne à laquelle il est directement relié.
Implanté au nord-ouest de la cité antique et en dehors de ses limites, il est situé dans la partie centrale de l'agglomération moderne de Santa Maria Capua Vetere. Il est parfois également dénommé « amphithéâtre campanien » (« anfiteatro campano » en italien), Capoue étant autrefois la principale ville de la région de Campanie. De forme pseudo-elliptique, mesurant entre 166 et 170 m de grand axe pour 137 à 140 m de petit axe, c'est le deuxième plus grand amphithéâtre de tout le monde romain, derrière le Colisée de Rome, au regard des données disponibles au début du XXIe siècle.
L'histoire des monuments du spectacle à Capoue est complexe et assez mal connue. Un théâtre, dans la ville antique, a une existence brève. Un premier amphithéâtre, dont il ne reste que de rares vestiges, est ensuite construit, probablement au IIIe siècle av. J.-C.. Un second amphithéâtre, plus vaste, est édifié à proximité, probablement construit sous le principat d'Auguste. C'est cet amphithéâtre monumental, restauré aux IIe et IIIe siècles puis au VIe siècle, dont les vestiges sont encore visibles. Sa cavea, transformée en forteresse au IXe siècle et dont les matériaux sont ensuite récupérés, est très dégradée et l'ordonnancement de sa façade reste sujet à controverses. Son arène est toutefois bien conservée, notamment les aménagements de son sous-sol, demeurés presque intacts. Spartacus aurait pu combattre dans l'arène de l'un ou l'autre monument, mais rien ne l'atteste.
Comme tous les monuments du centre historique de la ville antique, l'amphithéâtre figure dans le catalogue des biens culturels italiens. Le musée des gladiateurs est aménagé à proximité immédiate.

## Historique des édifices de spectacle

Plan simplifié de la ville antique de Capoue.

Trois édifices de spectacle antiques sont recensés à Capoue. Si le théâtre est situé au sud de la Voie Appienne, deux amphithéâtres sont construits au nord de cette dernière et en liaison directe avec elle, dans un secteur dévolu à des sépultures entre le VIIe et le Ve siècle av. J.-C. et qui se trouve hors des limites nord-ouest de la ville antique.
Les vestiges du théâtre ne sont plus visibles et ceux du premier amphithéâtre affleurent seulement à la surface du sol. En revanche, ceux du second amphithéâtre, même s'il est largement délabré, continuent d'être un élément structurant du paysage urbain de la ville moderne de Santa Maria Capua Vetere.

### Théâtre
Un théâtre ou un édifice de spectacles mixte (de type théâtre-amphithéâtre) est construit dans le périmètre de la cité antique.
Les vestiges qui en sont conservés (une partie de la cavea) permettent de lui attribuer un diamètre de 88,5 m, de savoir qu'il est tourné vers l'est, que les parements de ses structures (des murs rayonnants) sont en brique et qu'il est l'objet d'une reconstruction à l'époque d'Hadrien ; une inscription lapidaire retrouvée sur place suggère que le théâtre a été construit sous la République romaine.

### Premier amphithéâtre
Il semble que ce soit en Italie du Sud que les premiers aménagements, dont la nature reste à préciser, aient été conçus pour accueillir des spectacles de combat ; un banquet est cité à ce propos à Capoue en 310 av. J.-C.. La ville de Capoue aurait fait partie du cercle fermé des quelques villes pourvues d'un tel équipement à une époque ancienne, avec Cumes et Liternum et avant Pompéi. C'est en effet dans cette région du sud de la péninsule que la gladiature est attestée de façon ancienne.
Ses dimensions sont d'environ 430 × 360 pieds (127,3 × 106,6 m), et son arène elliptique mesure environ 90 pieds (26,6 m) dans son grand axe. Les vestiges existants sont des éléments des murs périphériques du bâtiment arasés au niveau du sol. Sa structure était très massive, ses murs comportant des parements d'opus incertum en tuf enfermant un noyau en opus caementicium.
Il sert probablement jusqu'à ce que le second édifice soit mis en service, ce qui s'est peut-être produit avant l'achèvement de ce dernier. Un sol de circulation est alors aménagé autour du nouvel amphithéâtre et l'ancien est arasé au niveau de ce sol. Sa destruction est sans doute rendue nécessaire par l'obligation d'urbaniser le quartier. De rares vestiges lui sont attribués, situés au sud-ouest de l'amphithéâtre de l'époque impériale.

### Second amphithéâtre

#### Datation controversée
Un second amphithéâtre a été construit à Capoue, mais sa datation fait encore débat, aucune source, aucun indice architectural ne permettant de conclure. Les briques utilisées, de fabrication locale, qui servent parfois à déterminer l'époque de construction des monuments antiques, ne permettent pas cette datation à Capoue.
Selon certains historiens, ce nouvel amphithéâtre est érigé à la fin du IIe siècle av. J.-C. pour y accueillir des combats de gladiateurs, comme c'est le cas pour les monuments de ce type construits à cette époque. C'est le développement de la ville qui impose ce nouveau monument, plus grand que l'ancien et dont la décoration est certainement plus soignée.
Pour d'autres, rien n'atteste une datation aussi haute et l'amphithéâtre a pu être construit entre le dernier quart du Ier siècle av. J.-C. et le début de notre ère. Cette chronologie résulte de l'interprétation de l'épigraphie trouvée à l'entrée de l'amphithéâtre, qui en situe la construction sous l'époque augustéenne. Jean-Claude Golvin considère que l'édifice a été construit entre la fin du Ier et le début du IIe siècle apr. J.-C., ; les similitudes entre l'amphithéâtre de Capoue et le Colisée (construit vers 70 apr. J.-C.) suggèrent que les architectes du monument de Capoue ont pris pour modèle celui de Rome, ce qui renforce l'hypothèse de la datation « basse » évoquée par Golvin. Quelle que soit l'époque de sa construction, il semble en tout cas avoir été édifié en une seule campagne, sans modification du plan au cours de sa réalisation.

#### Restauration sous l'Empire
Quelle que soit sa date de construction, c'est cet amphithéâtre, dont l'architecture d'origine n'est pas connue, qui fait l'objet d'une importante campagne programmée vers 119 sous Hadrien ; le monument est consacré par Antonin le Pieux. Parmi les embellissements, l'intérieur est pourvu de reliefs avec des animaux et des statues installées dans la galerie supérieure (summa cavea) ainsi que dans les parapets des vomitoires. Des cérémonies s'y déroulent encore en 387. Jusqu'à son saccage sous le Haut Moyen Âge, il est peut-être encore utilisé pour des venationes.

#### Histoire mouvementée depuis le Moyen Âge

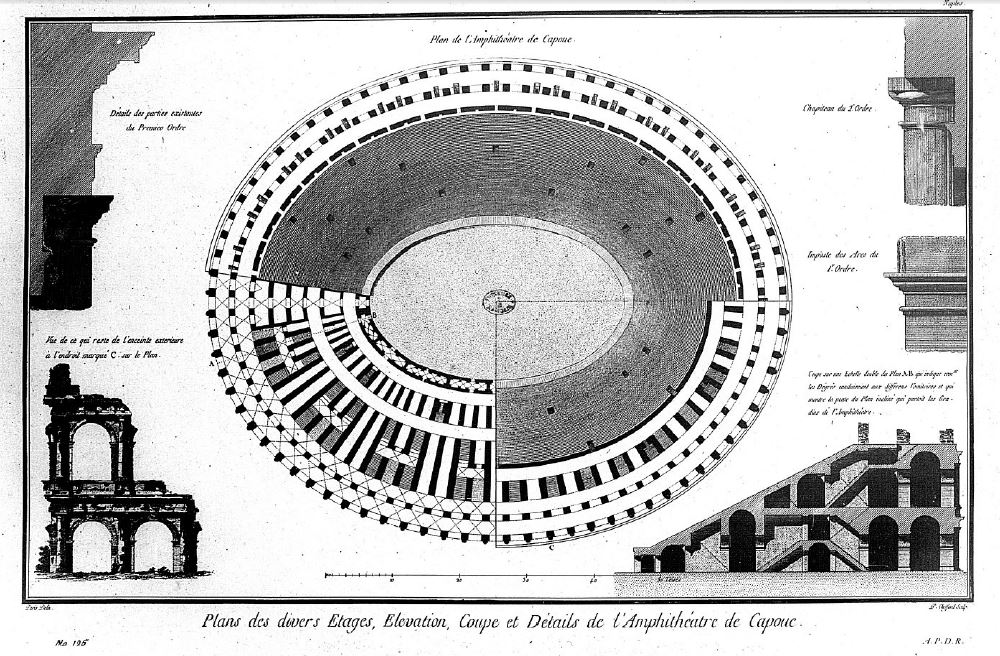
Plan de l'amphithéâtre, gravure par Pierre-Gabriel Berthault (vers 1780).

Après la chute de l'Empire romain, l'amphithéâtre est fortement endommagé par les Vandales de Genséric en 455 mais il est réparé en 530 comme d'autres monuments de la ville ; l'aménagement, au Ve ou VIe siècle, d'un oratoire chrétien dans les sous-sols du monument démontre qu'à cette époque certains accès à ces sous-sols sont encore fonctionnels. C'est toute l'antique cité qui est mise à mal pendant la guerre de succession du duché de Bénévent dans les années 830. L'amphithéâtre est transformé en forteresse par les Sarrasins qui, ayant conquis la ville vers 841, y soutiennent le siège mené par l'évêque de Naples et le monument est dévasté. Il prend alors le surnom de « Berelais », dérivé de l'arabe et signifiant « édifice rond fortifié ». À la fin du IXe siècle, ses matériaux sont récupérés pour la construction de la ville nouvelle de Capoue (Santa Maria Capua Vetere) qui se substitue alors à la ville antique. Ses marbres sont notamment réutilisés dans la construction d'édifices civils ou religieux de Capoue. Le bronze et le plomb servant au chaînage des assises de grand appareil sont également récupérés. Avec les années, la récupération des pierres se poursuit, les plus belles étant prélevées en premier.
La date de démolition de l'amphithéâtre n'est pas connue. Sa destruction pourrait avoir eu lieu au XIIe siècle. Une tentative de destruction volontaire, mais qui n'est pas datée et n'aboutit pas à l'écroulement du monument, est visible par une sape pratiquée à la base des murs de chaque niveau ; l'amphithéâtre a également été volontairement incendié pour provoquer son effondrement, comme en témoignent les marques de calcination sur les blocs calcaires de la façade, alors que ceux situés à l'intérieur sont intacts : la méthode employée a consisté à adosser aux murs porteurs, tout autour de la façade, des fagots qui en brûlant, devaient diminuer la résistance de la base des murs et provoquer l'effondrement des parties supérieures.
Les nombreux blocs épars autour du monument proviennent manifestement des niveaux les plus élevés de l'édifice.
Le pillage des ruines ne prend fin qu'au XIXe siècle : en 1826, le roi François Ier des Deux-Siciles ordonne le déblaiement et les fouilles de l'amphithéâtre, sous la direction de l'architecte royal Pietro Bianchi,. L'édifice est déclaré monument national en 1880.
Au XXIe siècle, l'édifice est très endommagé dans ses parties supérieures, alors que ses parties basses, arène et sous-sol sont en bon état de conservation. Pour autant, et bien qu'il soit situé dans une région de forte sismicité, l'amphithéâtre de Capoue ne semble pas, à quelque moment de son histoire que ce soit, avoir subi les dommages d'un tremblement de terre.

### Spartacus et les amphithéâtres de Capoue
Il est attesté que Spartacus s'entraîne dans le ludus (école de gladiateurs) de Capoue sous la direction de Cnaeus Lentulus Batiatus en 73 av. J.-C. ; il s'enfuit pour lancer la révolte des esclaves. Par contre, il n'est pas possible de savoir dans quel amphithéâtre il a éventuellement pu combattre : à cette date, le premier amphithéâtre était peut être encore en service en attendant l'achèvement du second, ou bien ce dernier était déjà fonctionnel.

## Mentions historiques, fouilles et études, mise en valeur

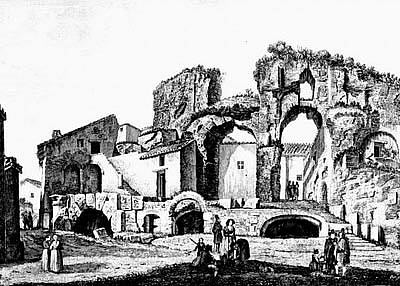
L'amphithéâtre vu par Luigi Rossini (1839).

En septembre 1726, Mazzocchi découvre, au pied du vomitoire sud de l'amphithéâtre, une inscription lapidaire partielle dont il propose un restitution complète, ce qui lui permet de formuler une hypothèse de datation du monument. Il publie en 1727 un compte-rendu de ses recherches.
En 1829 est publiée la relation du Voyage pittoresque à Naples et en Sicile effectué par Jean-Claude Richard de Saint-Non entre 1781 et 1786. Cet ouvrage consacre un chapitre à la description des vestiges de l'amphithéâtre de Capoue.
Le roi François Ier des Deux-Siciles ordonne en 1826 l'arrêt du pillage des ruines de l'amphithéâtre ; l'architecte royal Pietro Bianchi et Carlo Bonucci effectuent alors le déblaiement du monument en engagent les premières fouilles,
C'est en 1835 que Mariano De Laurentiis publie la première monographie consacrée à l'amphithéâtre de Capoue en s'appuyant largement sur les travaux de Bianchi. Il décrit l'architecture du monument lors de sa construction et inventorie ses vestiges.
Un inventaire détaillé des clés décorées des arcs est publié en 1941 par Gennaro Pesce sous le titre I rilievi dell'Anfiteatro Campano mais c'est la seule étude au sujet de l'amphithéâtre jusqu'à la fin du XXe siècle.
Le premier amphithéâtre fait l'objet d'une étude par Jean-Claude Golvin en 1979.
Comme tous les monuments du centre historique de la ville antique, l'amphithéâtre figure dans le catalogue des biens culturels italiens. Par une volonté de cohérence thématique, le musée des gladiateurs est aménagé à proximité immédiate.

## Architecture du second amphithéâtre

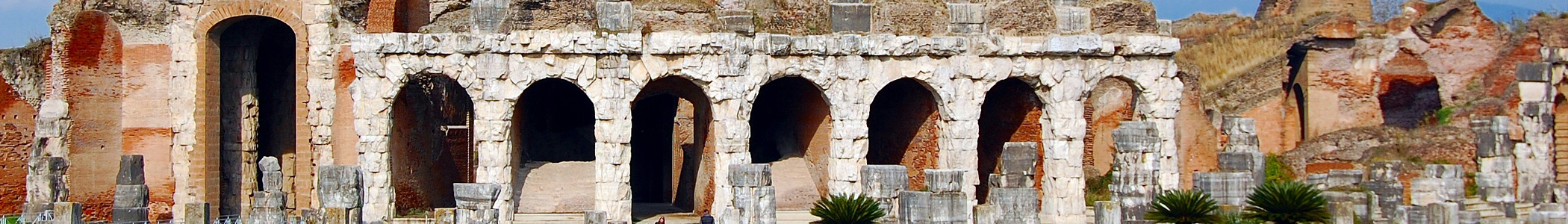
Vue générale des arcs bordant le couloir périmétrique intérieur.

L'édifice dont les vestiges subsistent possède « un plan ample, régulier, symétrique et bien tracé » et témoigne de la maîtrise des bâtisseurs. Il est parfois également dénommé « amphithéâtre campanien » (« anfiteatro campano » en italien).

### Caractères généraux

#### Configuration
La taille du monument — 167 × 137 m de dimensions externes pour une arène de 80 × 50 m et une capacité estimée de 37 000 places — en fait, au regard des données disponibles en ce début de XXIe siècle, le second de l'Empire romain,. Jean-Claude Golvin donne comme dimensions à l'édifice 165 × 135 m et une arène de 76,12 × 45,83 m, avec une capacité d'accueil de 40 000 places assises. Cette grande capacité et les grands mouvements de foule se produisant au début et à la fin de chaque spectacle conduisent les architectes à doter l'amphithéâtre d'une double galerie de circulation périphérique en rez-de chaussée. Il partage cette particularité avec le seul Colisée. Cet aménagement permet de mieux accueillir et surtout de répartir le nombre important de spectateurs. La hauteur du monument peut atteindre voire dépasser 40 m.

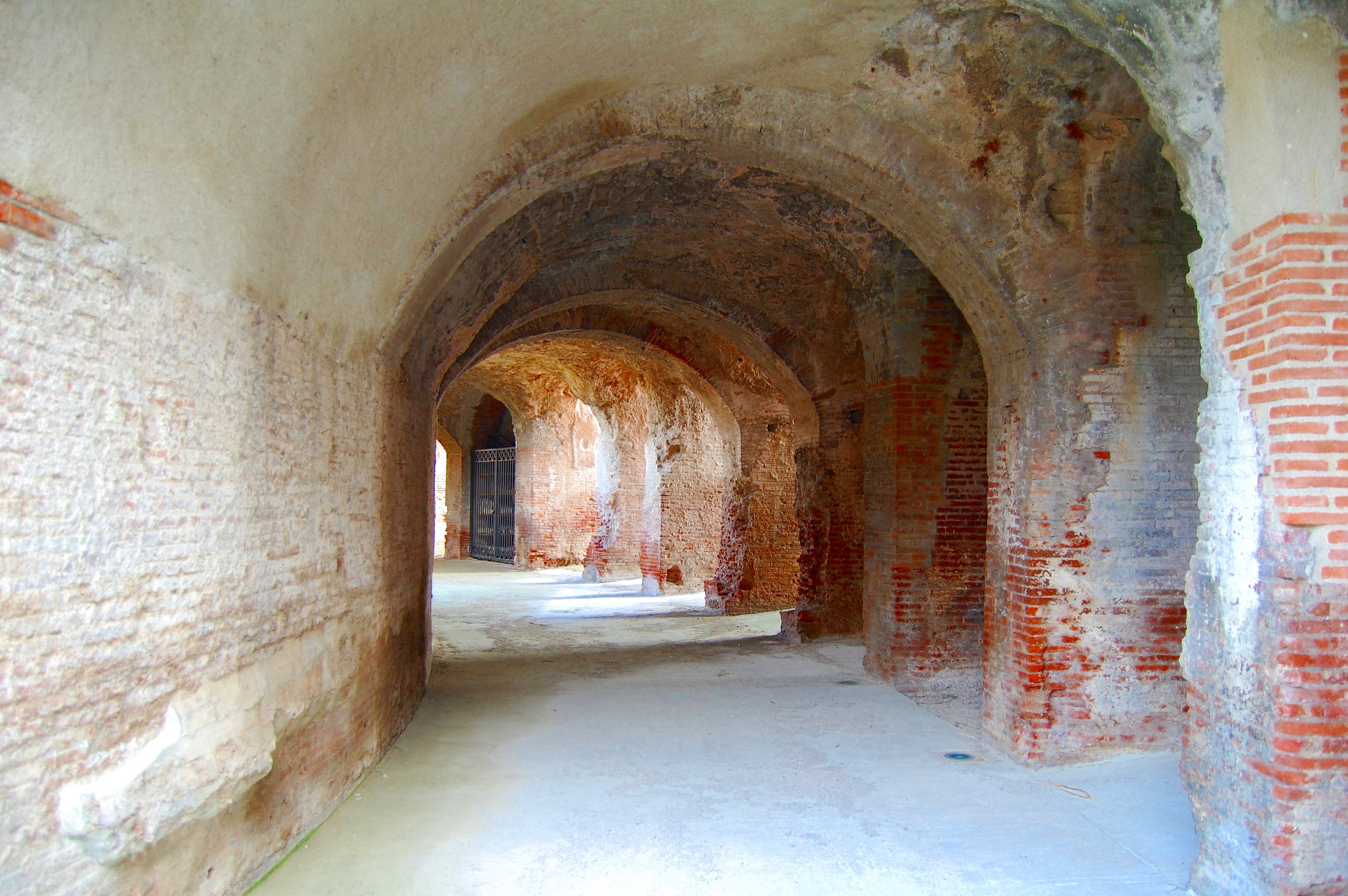
Galerie périphérique de circulation sous la cavea.

La forme de l'amphithéâtre de Capoue, tout comme celle d'autres amphithéâtres du monde romain, n'est pas une ellipse parfaite. Jean-Claude Golvin, en 2008, explique qu'il s'agit d'une pseudo-ellipse composée d'une succession d'arcs de cercles raccordés. Cette disposition résulte de la nécessité de disposer d'une cavea de largeur identique quel que soit le point de l’amphithéâtre considéré, afin que les gradins soient tous de dimension semblable, pour le confort des spectateurs. Cette théorie est modélisée par Bernard Parzysz.
L'amphithéâtre est construit sur un terrain plat, entouré d'un dallage lui-même bordé extérieurement de piliers destinés à ancrer les câbles soutenant les mâts d'un velum.

#### Chronologie et techniques de construction, matériaux
S'il est difficile de déterminer une chronologie absolue pour la construction de l'amphithéâtre, il est possible d'en restituer la chronologie relative, par l'examen des maçonneries constituant chacune des parties. Le chantier commence par l'élévation du mur de l'arène. Dans un deuxième temps sont construits les aménagements en sous-sol de l'arène ainsi que le premier niveau de la cavea. Une troisième étape est consacrée à l'édification du deuxième niveau de la cavea. Même si les vestiges archéologiques font défaut, il est évident que la construction se termine par le troisième niveau de la cavea puis par l'attique. Pour la construction de la cavea, plusieurs équipes se sont certainement réparti le travail, chacune opérant sur un cuneus (secteur angulaire de la cavea).
Les murs sont composés d'un noyau en opus caementicium recouvert d'un parement en briques sur ses deux faces. La composition du noyau tient compte des charges que le mur aura à subir : dans les parties basses ou bien là où les contraintes sont les plus fortes, le noyau est composé de moellons calcaires liés au mortier. Lorsque les charges sont les moins élevées (murs de refend non porteurs par exemple), le calcaire est remplacé par du tuf volcanique. En position intermédiaire, des terres cuites architecturales sont mêlées au tuf, notamment au contact du parement. En outre, les structures sont de plus en plus légères au fur et à mesure que l'on s’élève de la base vers le sommet de l'amphithéâtre. Ces techniques de mise en œuvre de l'opus caementicium dont la composition varie selon l'usage auquel il est destiné semblent inaugurer le principe retenu dans les plus grands monuments romains à partir du IIe siècle apr. J.-C..

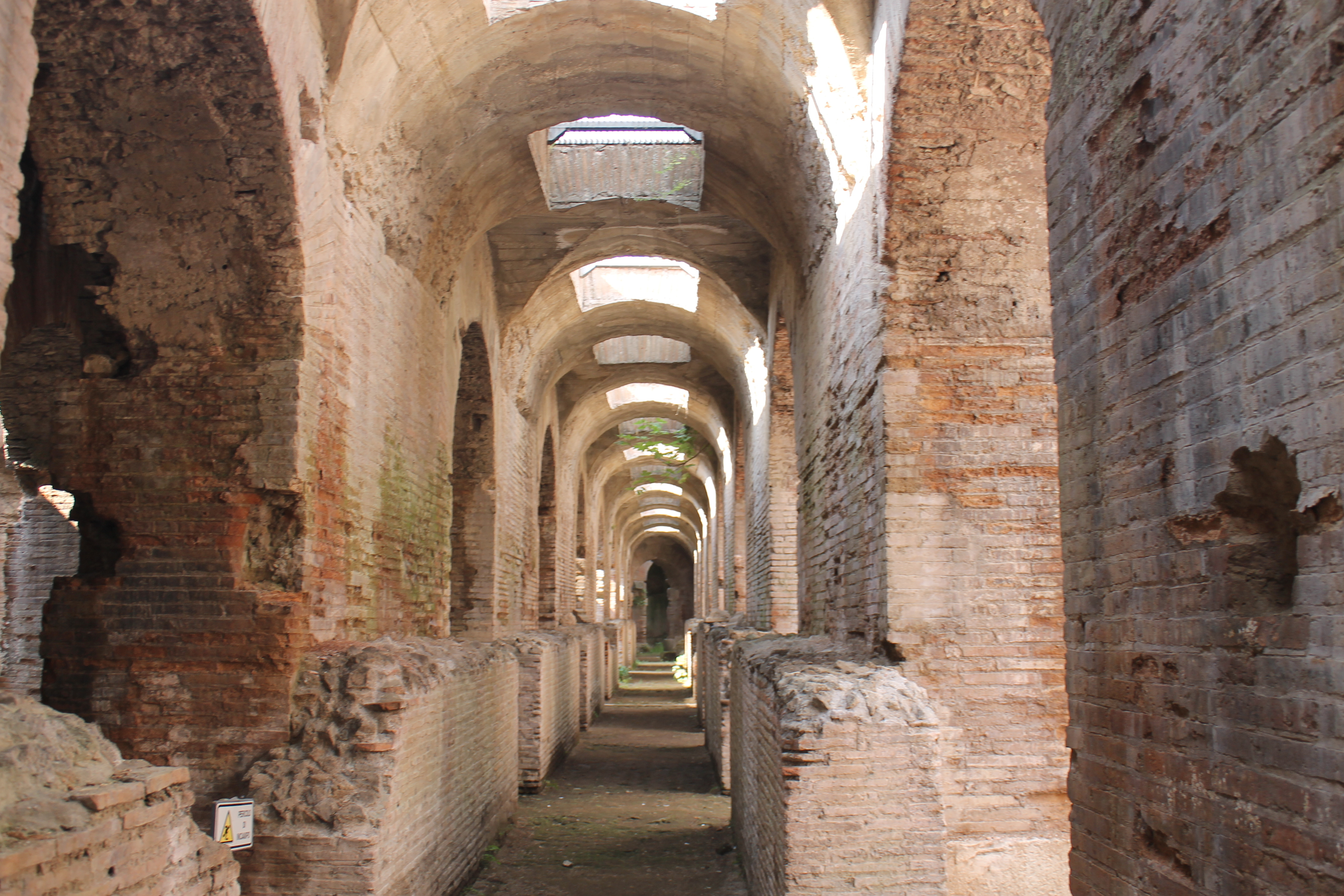
Briques de type I (galerie sous la cavea).

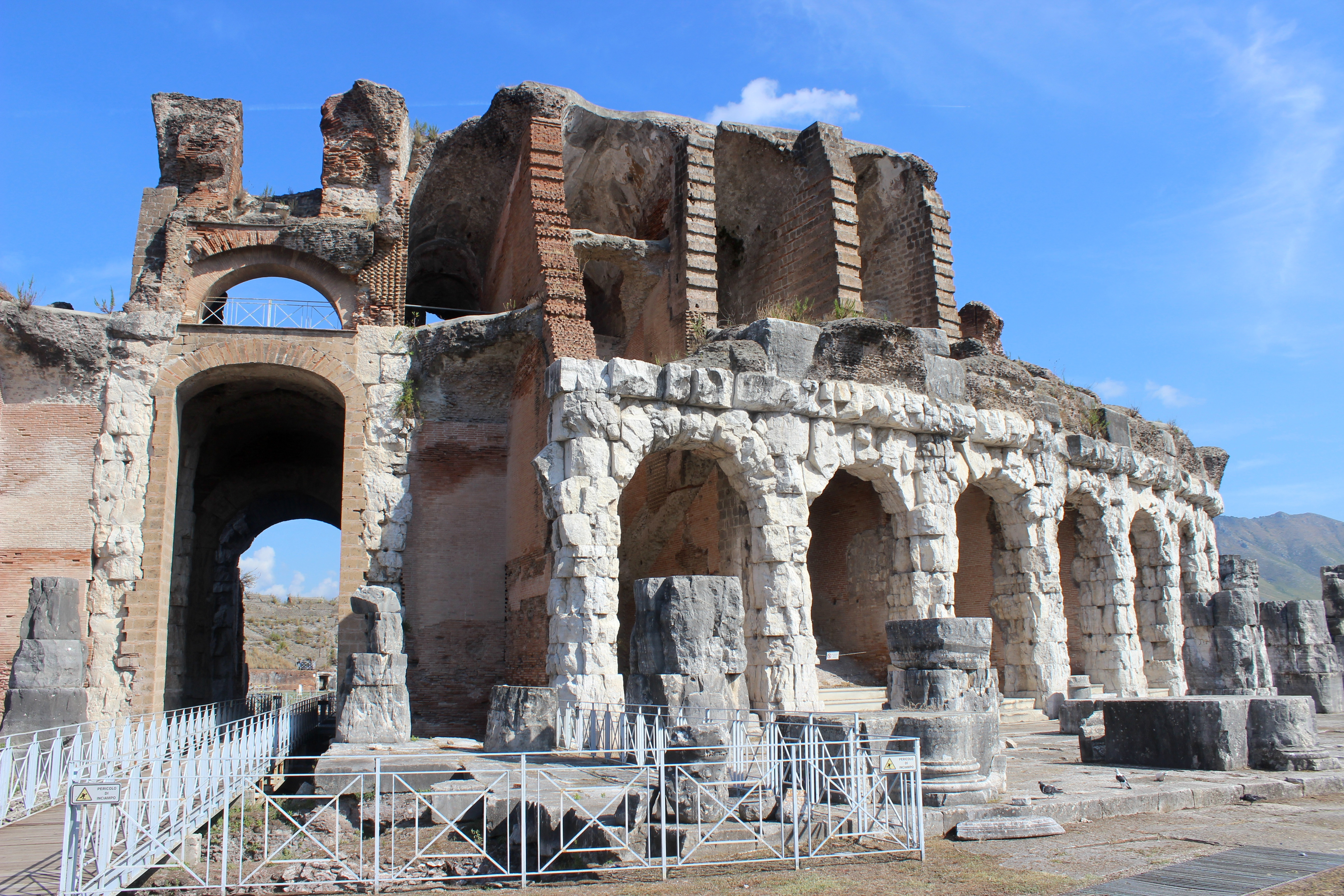
Galerie périphérique en travertin.

Le choix de la brique pour revêtir les murs répond sans nul doute à des contraintes économiques liées à la grande taille de l'amphithéâtre. Deux principaux types de briques sont identifiés, de fabrication locales mais dont la période de production ne peut être estimée. Le premier (type I) fait appel à des briques longues de 34 à 40 cm et hautes de 3,9 à 4 cm ; les joints en mortier sont épais de 0,7 à 1,4 cm ; l'ensemble constitue un revêtement très homogène. Le second (type II) met en œuvre des briques plus petites et plus irrégulières, longues de 23 à 30 cm et hautes de 3,4 à 5 cm ; les joints de mortier, pour rattraper la variabilité des briques, vont de 0,4 à 1,8 cm ; le parement ainsi constitué est moins uniforme qu'avec le type I. Les briques de type I semblent être fabriquées et utilisées en premier, puis cèdent la place à celles de type II, après une pause peut-être longue. Le changement, difficilement explicable par des contraintes architecturales, pourrait être lié à la cessation d'activité du fournisseur des premières briques. En outre, la répartition des deux types de briques dans l'amphithéâtre ne semble pas lié à l'emplacement qu'elles occupent.
La galerie de circulation périphérique est en opus quadratum en travertin. Le même matériau est utilisé pour la façade, l'intérieur utilise pour sa part du marbre blanc et du granit, outre un décor d'enduits peints et de placages.

### Caveaet façade
La structure de la cavea présente 240 arcades réparties sur trois étages et des murs en maçonnerie de briques revêtus d'un placage en marbre. Vingt portes ont été identifiées. Chaque étage est composé de 80 arcades dont les piédroits comportaient des colonnes engagées. Il subsiste deux travées du rez-de-chaussée. Le tracé d'un arc subsiste sur la place gravé sur le sol, comme gabarit servant à vérifier l'assemblage avant l'installation définitive.
Du fait de sa taille, et comme au Colisée, l'amphithéâtre doit sans doute posséder trois étages et un niveau d'attique. L'ordre dorique règne sur l'étage inférieur, et le toscan sur l'étage médian. L'architecture du troisième étage, disparu, est inconnue ; peut s'agit-il de colonnes ioniques ou corinthiennes. Les ordres superposés ne sont pas garantis, c'est par analogie avec le Colisée que cette organisation a été proposée. Un dernier étage d'attiques équipé de mâts de bois supportant le velum couronne l'ensemble mais son système de fixation a totalement disparu. L'amphithéâtre de Capoue semble être le premier du monde romain à être équipé de ce dispositif.
L'édifice possède quatre galeries dont deux jumelées. La galerie de circulation la plus extérieure est construite en grand appareil de pierre de taille de travertin assemblées à joints vifs ; les autres galeries sont construites en briques recouvertes d'un placage en pierre. Les spectateurs repéraient leur place grâce aux motifs sculptés présents sur les diverses travées, système présent aussi à l'amphithéâtre de Carthage ou à celui d'El Jem. Il ne reste plus que deux arcs complets en place, qui ont conservé leur protomé.
La cavea possède un podium et trois maeniana ou niveaux de gradins. Les gradins tout comme les loges n'existent plus. Jean-Claude Richard de Saint-Non, dans la description des vestiges qu'il fait au XIXe siècle, note l'absence de pierres ayant pu appartenir aux gradins de la cavea et suggère que les spectateurs étaient assis sur des gradins en bois disparus.

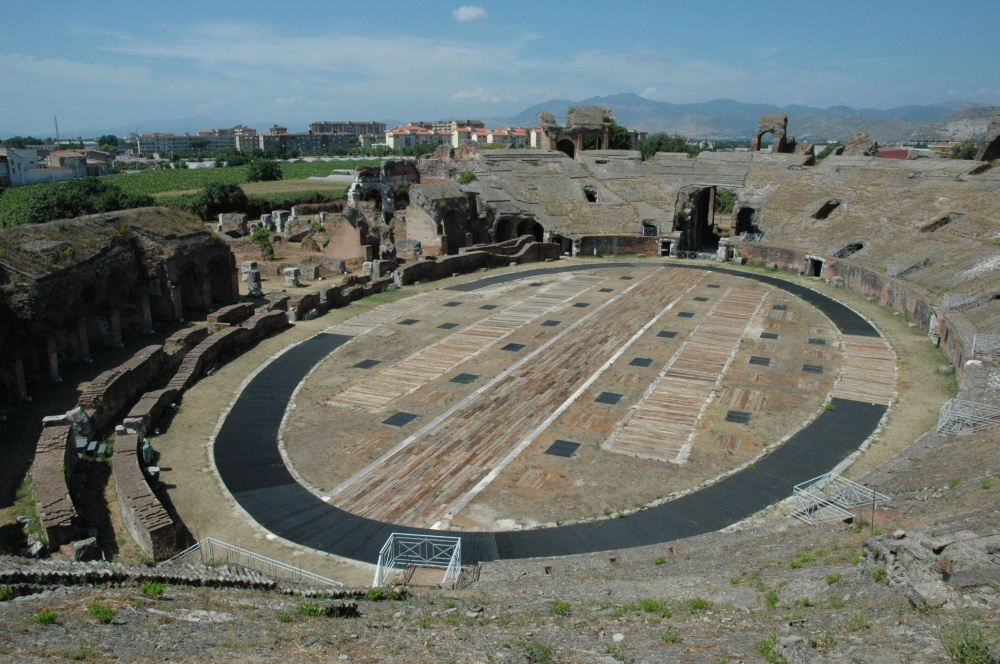
Vestiges de la cavea vus de l'intérieur.
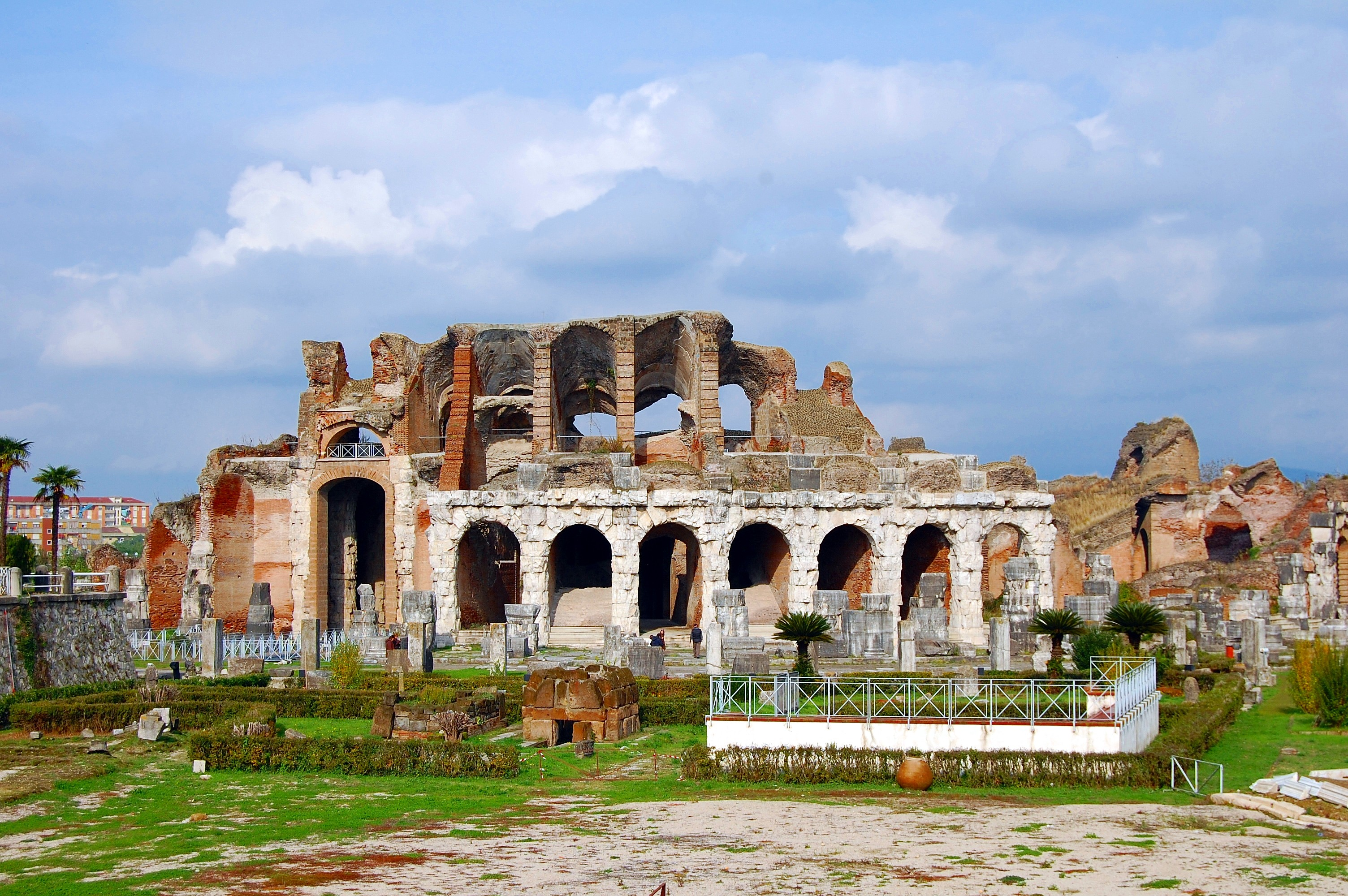
Vu d’extérieur.
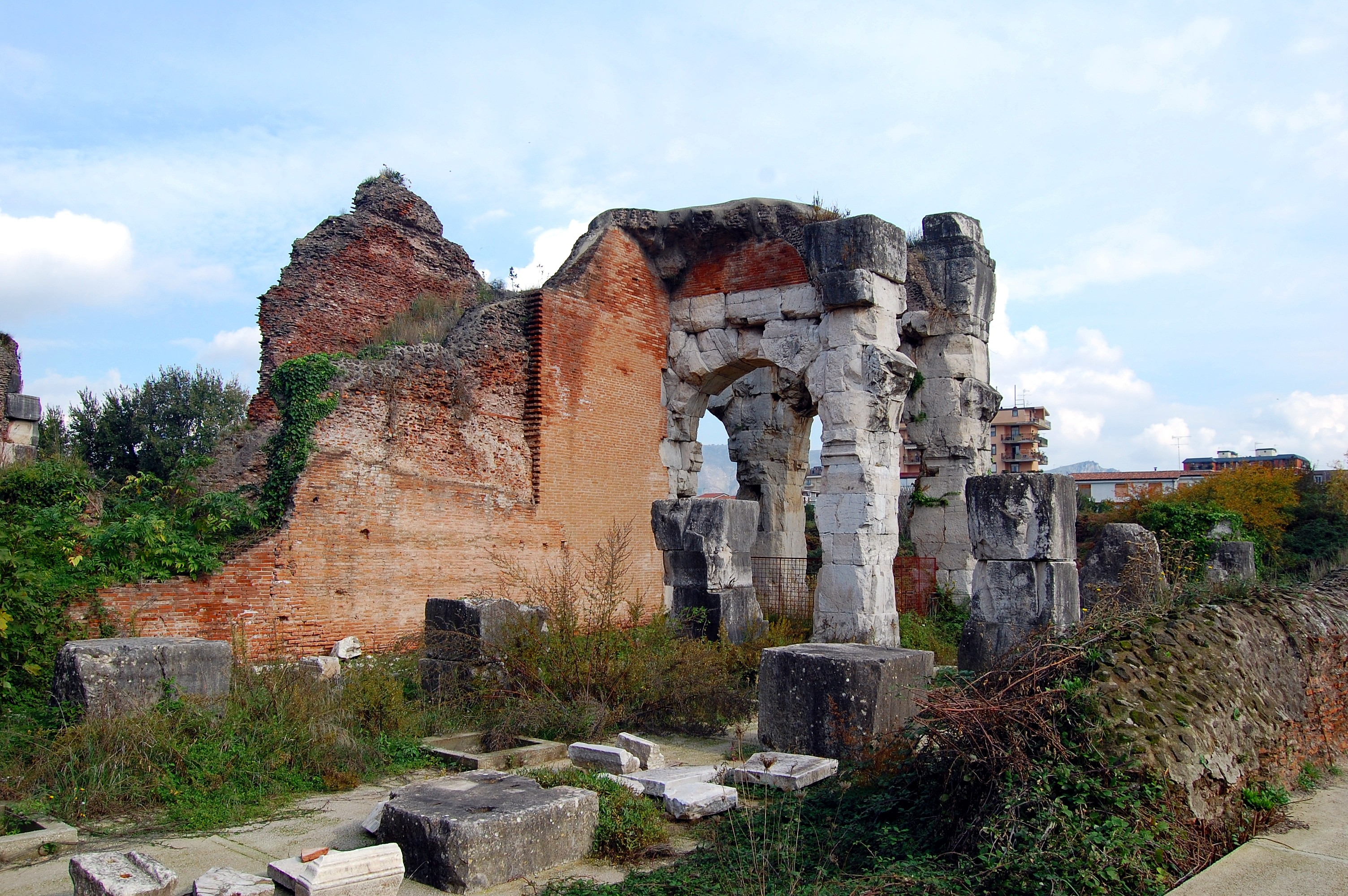
Arche.

### Arène et sous-sols

Dispositif simplifié de récupération des eaux de pluie dans l'amphithéâtre, avec à l'est le bassin de répartition de l'eau.

L'amphithéâtre de Capoue possédait un réseau complexe d'adduction et d’évacuation des eaux. Dans le sud de l'Italie, où le climat méditerranéen provoque des précipitations brutales mais intenses, l'amphithéâtre est organisé comme un gigantesque impluvium où les eaux recueillies dans la cavea sont collectées par un système de caniveaux empruntant pour partie les couloirs souterrains d'accès à l'arène, se coupant à angle droit au centre celle-ci et aboutissant à une citerne installée hors de l'emprise de l'amphithéâtre,. Un aqueduc apportait l'eau nécessaire à l'entretien du bâtiment, avec une grande citerne en opus reticulatum qui garde les traces des éléments de distribution de l'eau. Un égout situé à proximité de la galerie nord permettait d'évacuer cette eau du sous-sol. Les nombreux blocs qui encombrent les couloirs ne proviennent pas des sous-sols eux-mêmes, mais des étages supérieurs écroulés.
Les aménagements souterrains de l'arène, qui s'étendent sous toute sa surface, sont intacts. Leurs murs sont bâtis en opus testaceum. Quarante pièces voûtées correspondent à des cages, quatre sont reliées par des escaliers aux pièces situées à proximité de l'arène et deux galeries de service sont couvertes. La plupart des aménagements de ce sous-sol sont toujours visibles : cages où étaient enfermés les animaux de combat, galeries de service, emplacement des monte-charges permettant d'accéder au niveau de l'arène,,. Ces monte-charges, accessibles par une série de couloirs parallèles au grand axe, sont disposés près du centre de l'arène, à la différence du Colisée où ils sont implantés en bordure du podium, permettant aux notables assis aux premiers rangs d'assister de près à « l'apparition » des fauves.
Le sol de l'arène est en maçonnerie à Capoue, alors qu'il est en bois au Colisée. Cette dernière disposition offre plus de flexibilité pour adapter les aménagements en fonction des besoins. La structure des fondations des sous-sols de l'amphithéâtre de Capoue n'est pas connue avec précision.

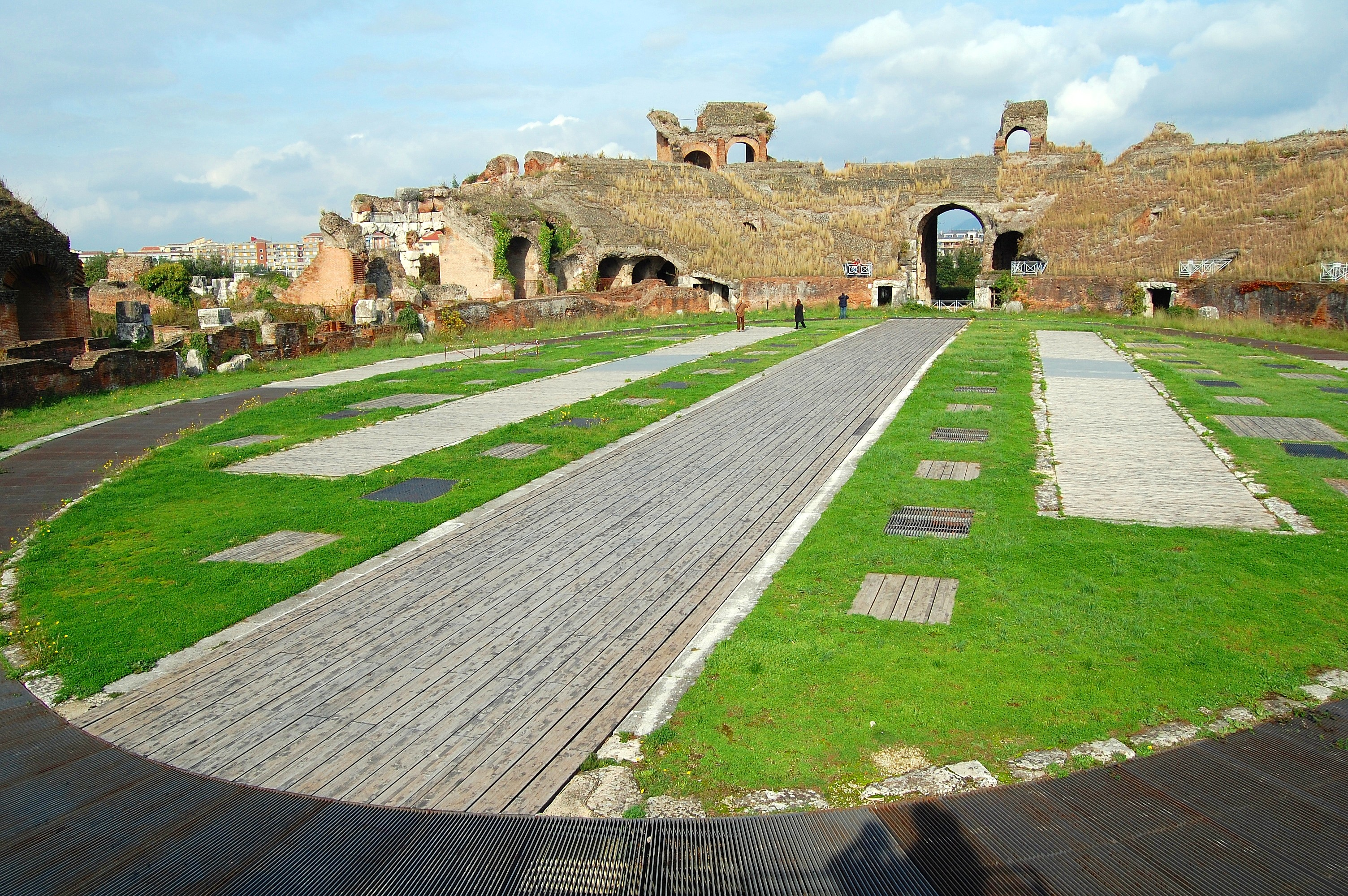
Vue générale de l'arène.
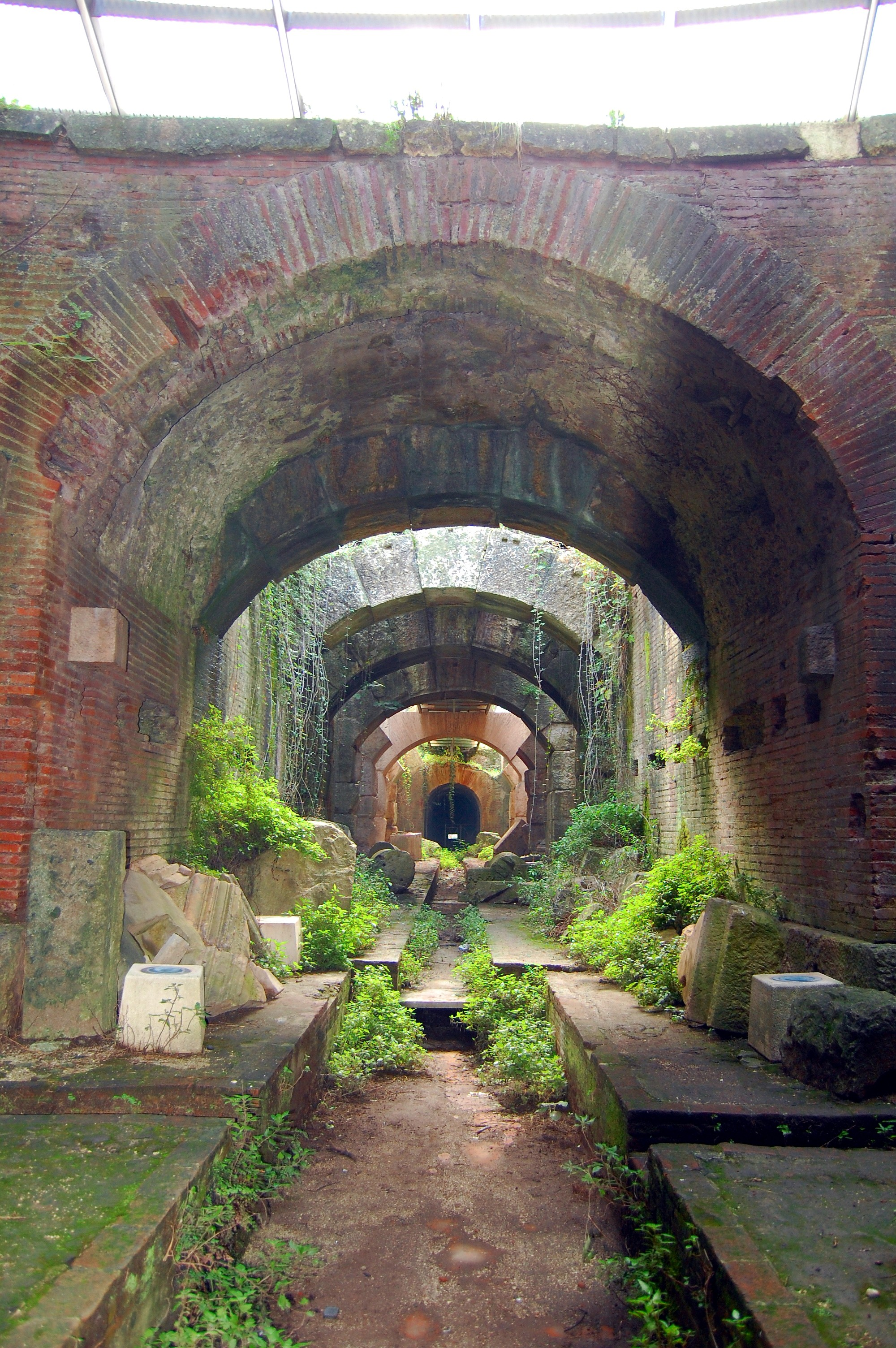
Sous le podium.
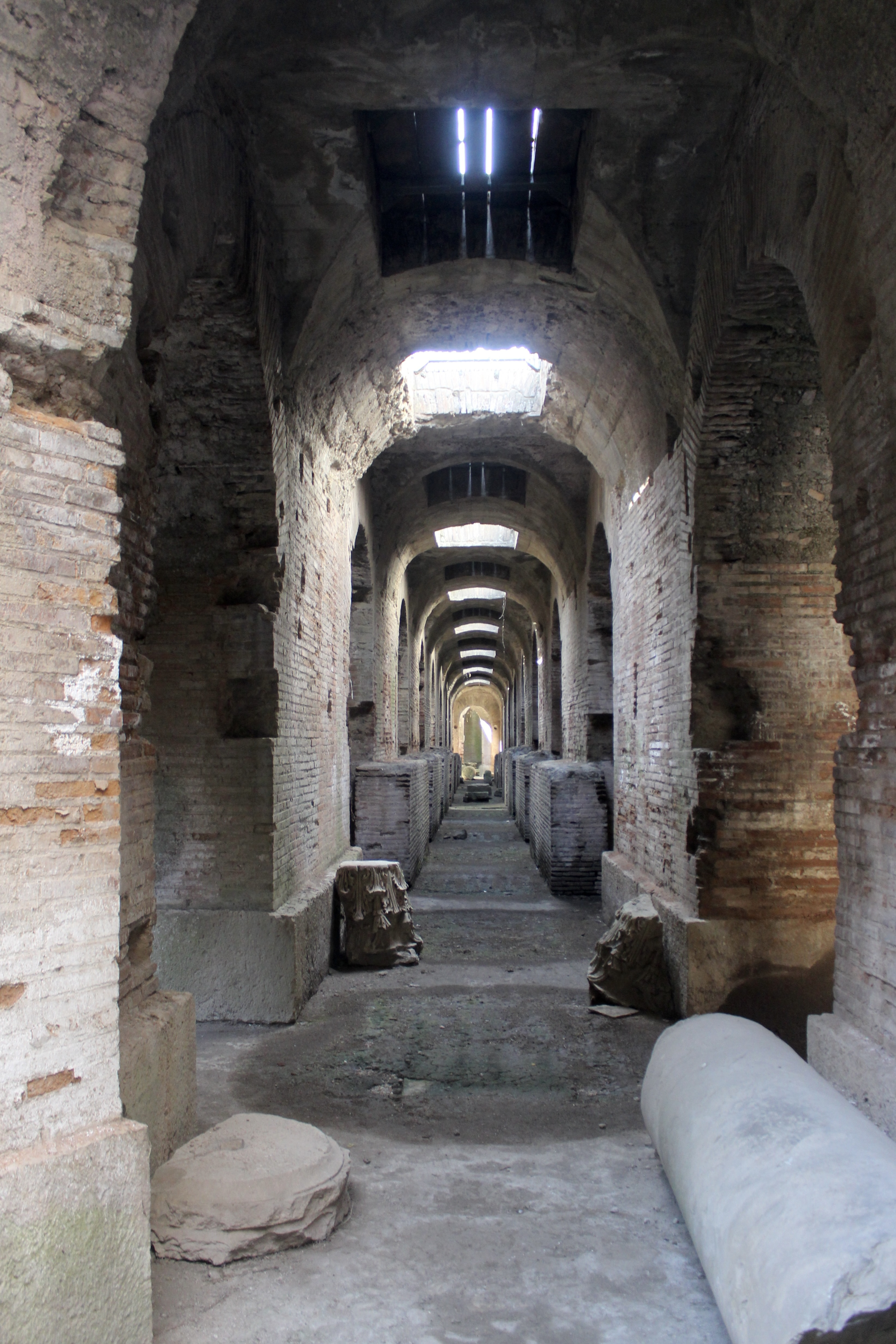
Galerie du sous-sol et trappes d'accès à l'arène.
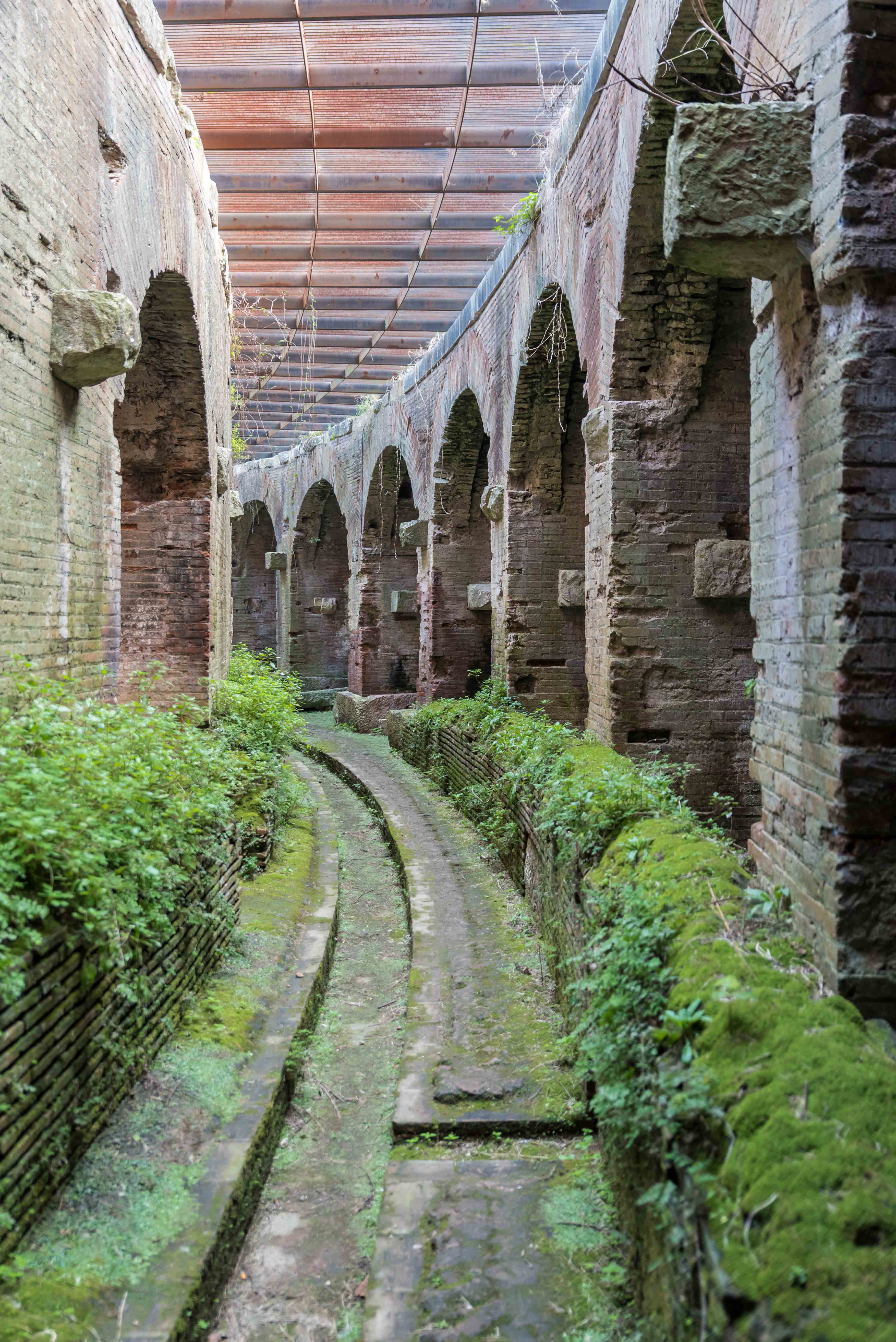
Galerie périphérique sous la cavea.

## Décoration du second amphithéâtre

### Statuaire

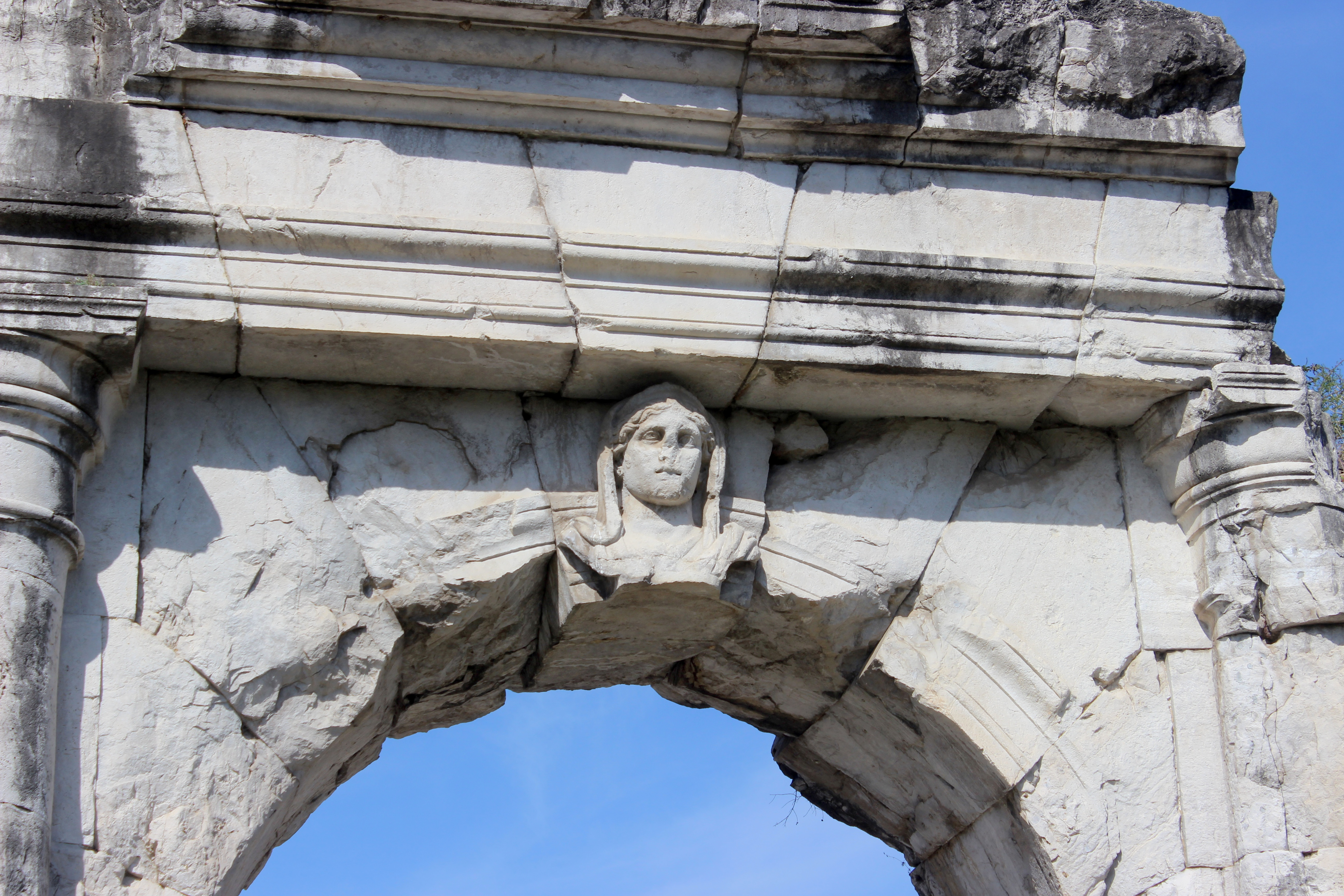
Détail d'un visage (Junon) sculpté sur une clé de voûte.

La façade de l'amphithéâtre est décorée de statues et de protomés prenant place dans les arcades (statues) ou comme clés de voûte de celle-ci (protomés) mais l'ordonnancement de ce décor reste largement inconnu, en raison des rares vestiges encore en place. Si un certain nombre d'éléments décoratifs sont utilisés en remploi dans des édifices plus récents de la ville, rien de permet de présumer avec certitude de l'emplacement qu'ils occupaient dans l'amphithéâtre, et il n'est même pas certain que tous proviennent de ce monument.
Les clés de voûte des arcades du premier niveau sont gravées de figures mythologiques dont Mithra, Junon, Isis, Diane, Déméter, Jupiter, Volturno, Mercure, Minerve. Deux sont encore en place (Diane et Junon) sur des arcs contigus près de l'extrémité orientale du petit axe du monument et une vingtaine ont été retrouvées. Une partie des bustes et des visages sculptés sur les clés de voûte des arcades du monument sont remployés en décor sur la façade de l'hôtel de ville de Capoue. Si ce type de décoration des clés de voûte d'un arc est courant dès le IIIe siècle av. J.-C. chez les Étrusques et les Romains, son rôle est très particulier à Capoue : ces protomés permettent aux spectateurs de repérer l'arcade par laquelle ils doivent pénétrer dans l'amphithéâtre pour gagner la place qui leur est réservée. Au Colisée, des numéros gravés sur les clés de voûte des arcs remplissent les mêmes fonctions.
Les quarante éléments de décoration intérieurs retrouvés, faisant à l'évidence partie d'un ensemble plus large, représentent des scènes mythologiques en lien avec les activités qui se déroulaient dans l'amphithéâtre, comme les venationes ; ils pouvaient avoir pour fonction de rappeler des évènements passés comme de célébrer les valeurs de Rome. S'ils s'inspiraient de motifs grecs, ils composaient cependant un décor propre à l'amphithéâtre.
Les niches formées par les arcades des deuxième et troisième niveau de l'amphithéâtre sont certainement occupées par des statues en pied ; trois d'entre elles, représentant Adonis, Psyché et Vénus, sont préservées. Le parapet des vomitoires de la cavea porte des décors animaliers, des scènes de chasse et de combats.
Le dernier niveau est décoré de motifs de satyres ou de masques tragiques.
En définitive, cet ordonnancement dans la répartition des décors extérieurs reste sujet à discussion, historiens de l'art et archéologues proposant et argumentant de manière également plausible différents scénarios. Si les arcs du rez-de-chaussée sont manifestement ornés de protomés, comme en témoignent les vestiges en place, les étages supérieurs peuvent avoir été décorés de la même manière, ou plus sommairement, voire pas du tout, à l'image de l'amphithéâtre d'El Jem. La hiérarchie décorative repose principalement sur le regroupement par taille et par thématique des éléments de décor retrouvés sur place, or rien ne prouve que tous appartiennent à l'amphithéâtre : à la fin de l'Antiquité et au début du Moyen Âge, l'amphithéâtre a servi de dépôt de matériaux à ciel ouvert, dont beaucoup ont pu être prélevés sur d'autres monuments. En outre, des protomés de taille différente ont pu décorer le même étage d'arcatures. C'est ainsi que les têtes d'Apollon et de Diane, de dimension un peu supérieure, ont pu orner les entrées principales (grand axe) de l'amphithéâtre.

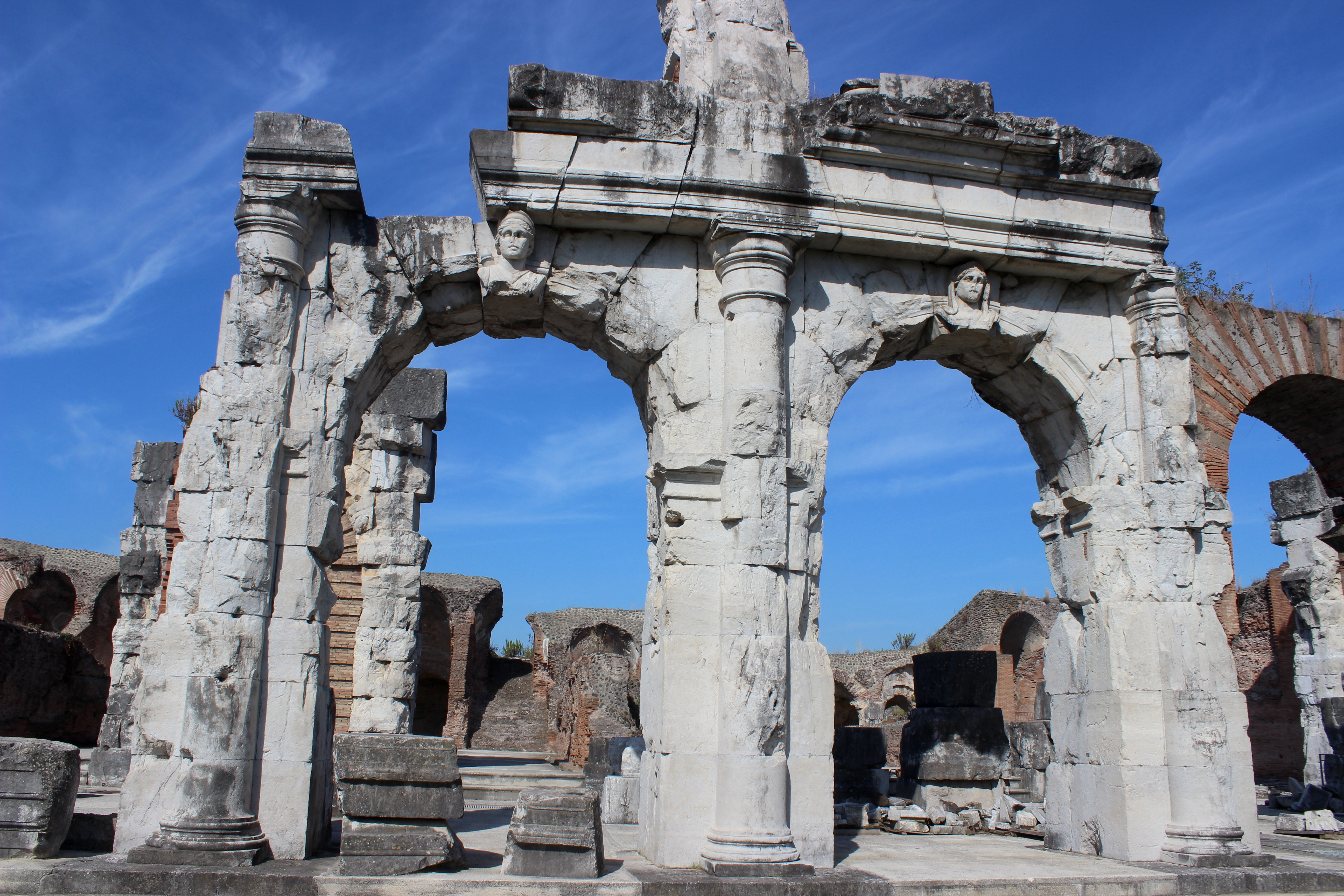
Les deux protomés conservés en place.
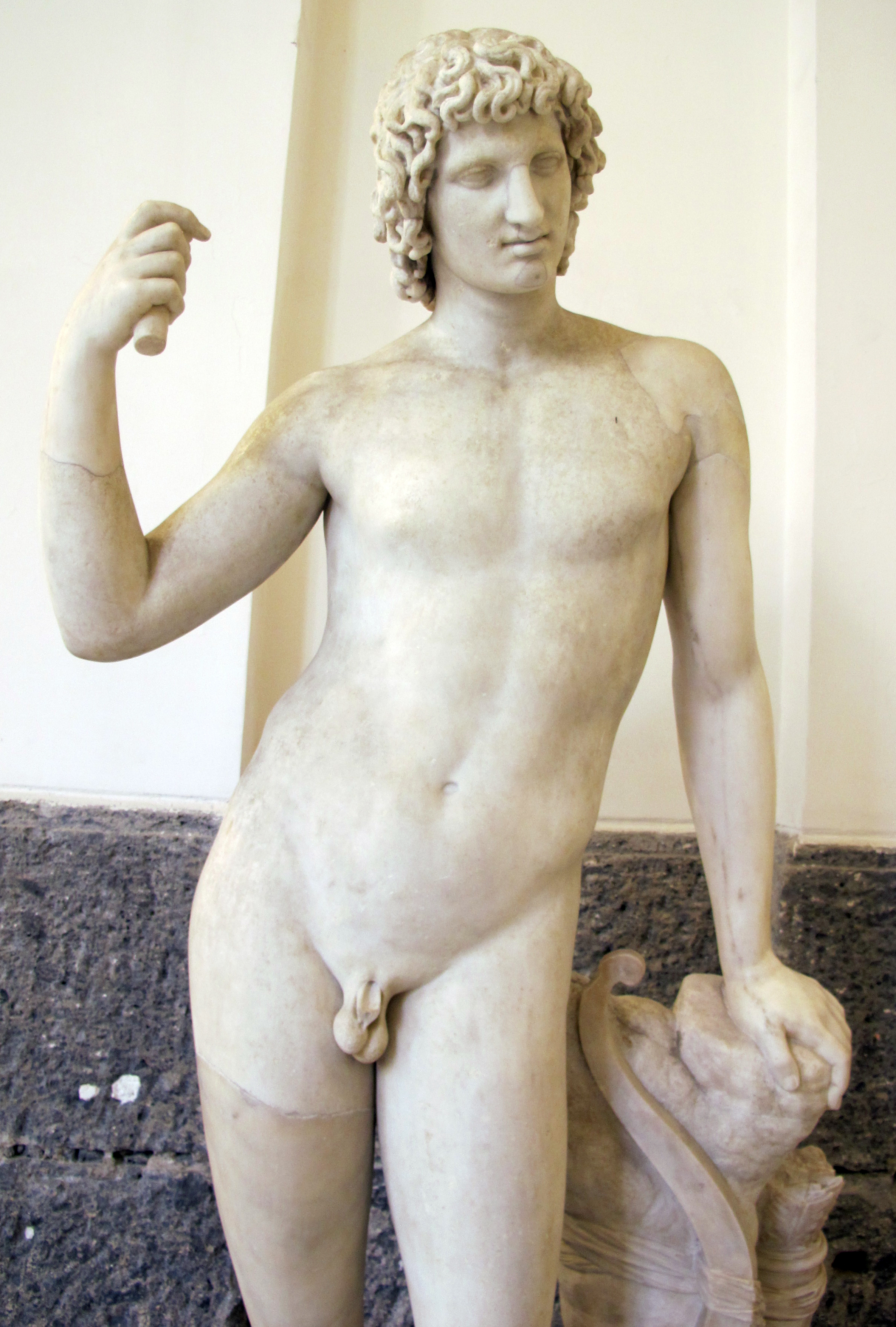
Adonis.
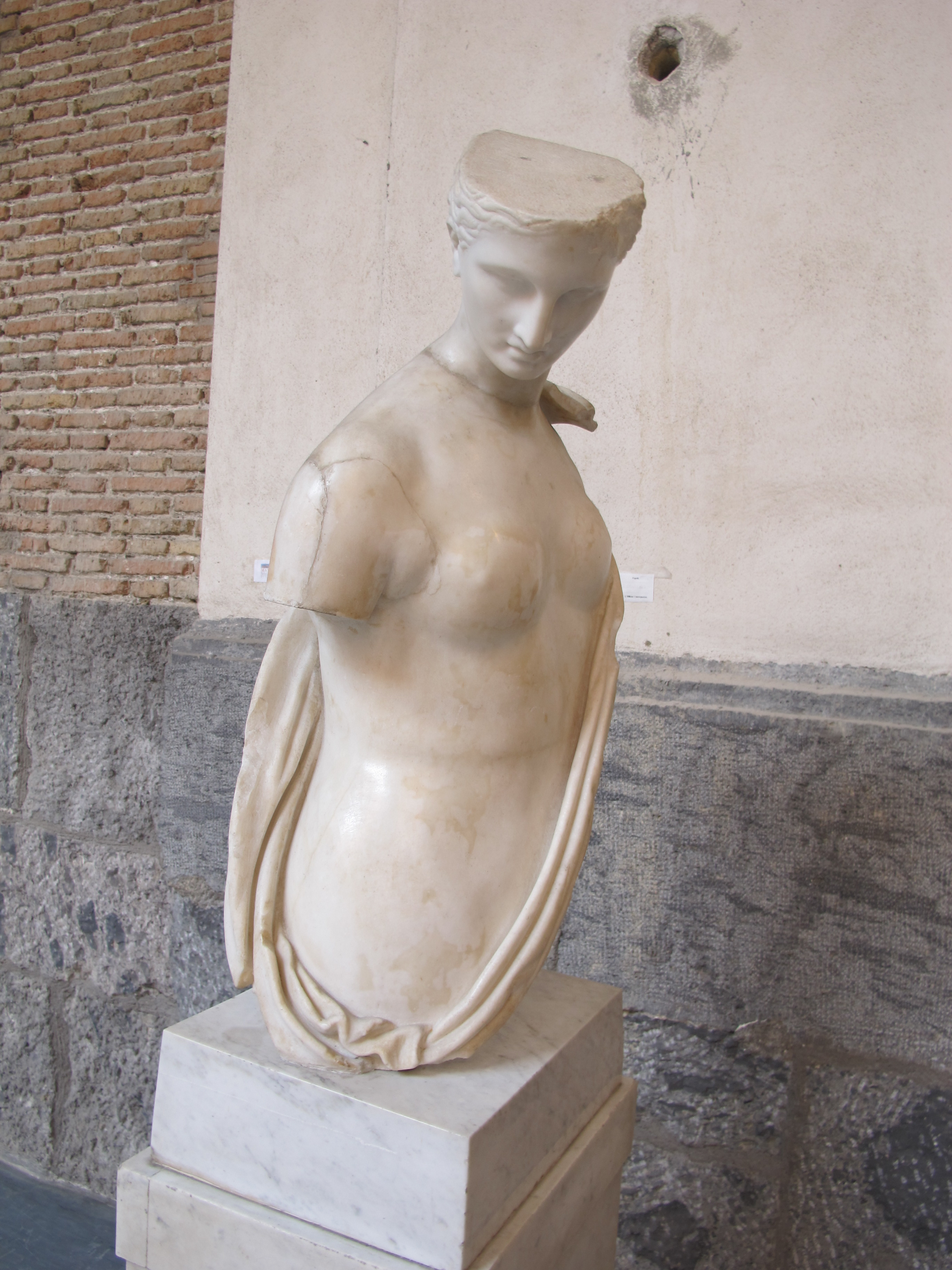
Psyché.
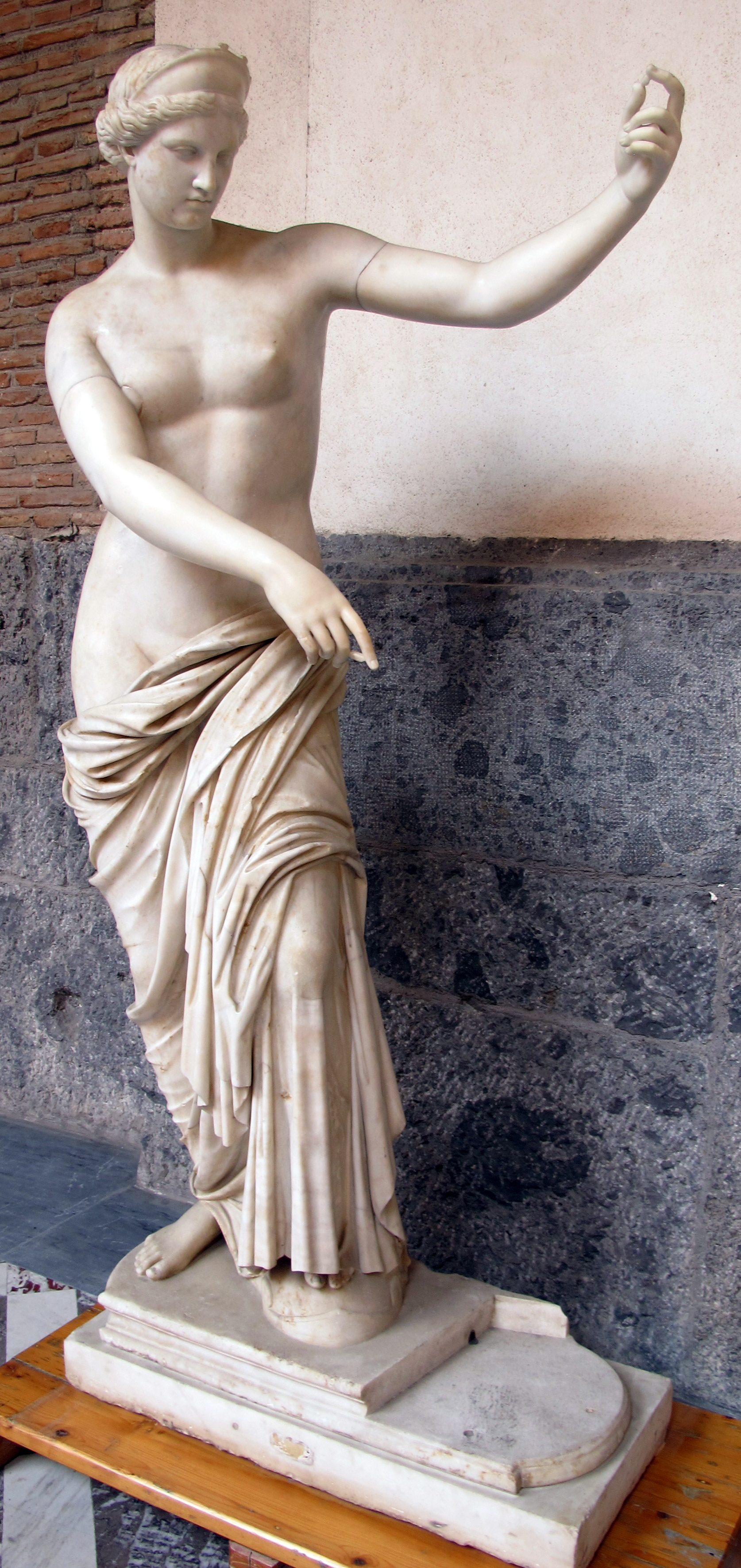
Vénus.
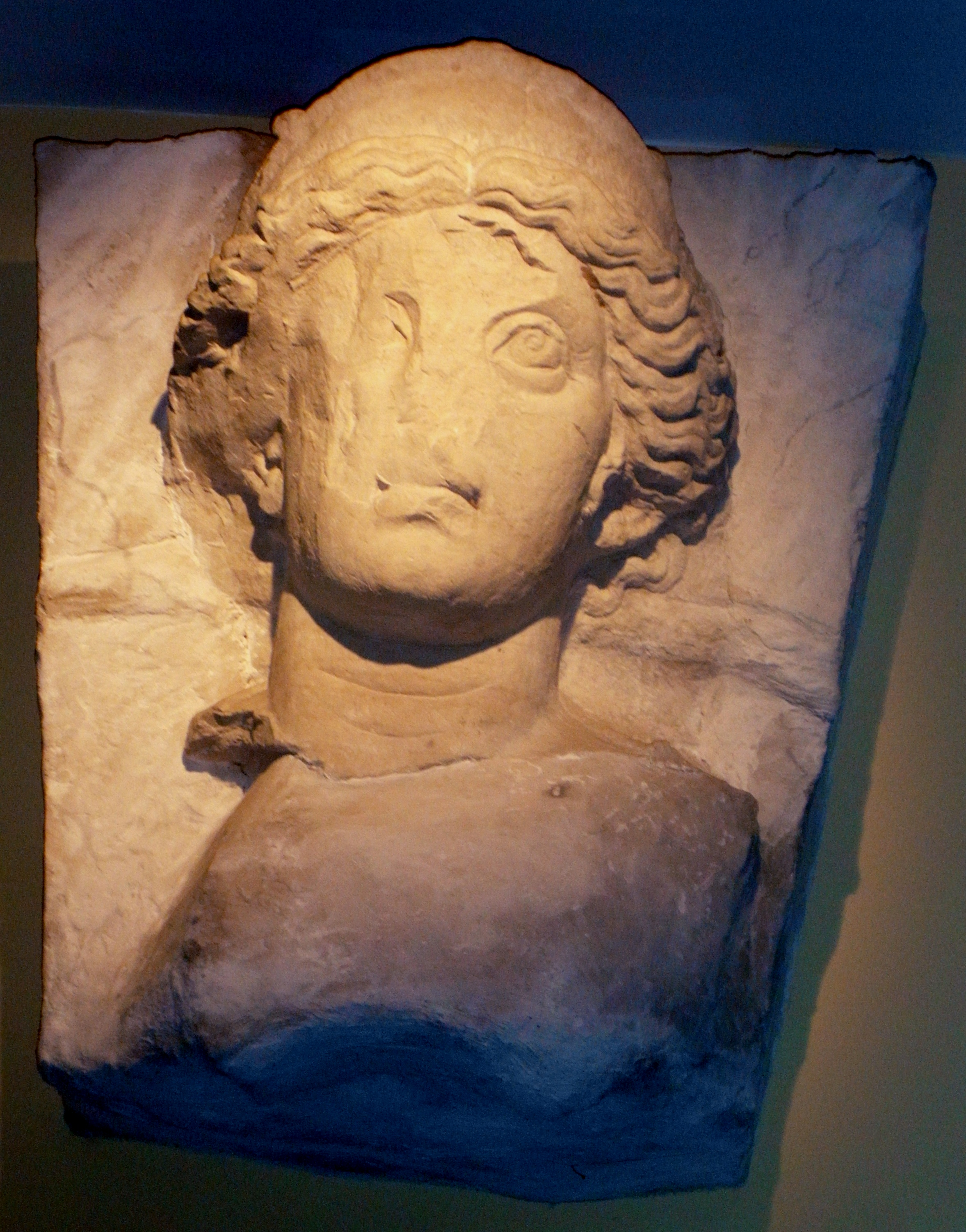
Musée des gladiateurs de Santa Maria Capua Vetere.

### Épigraphie

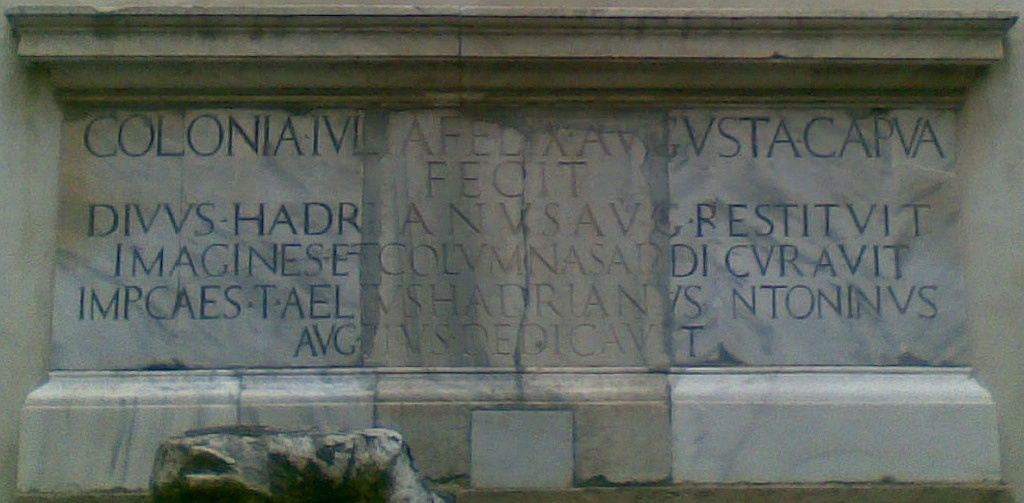
L'épigraphe dAntonin. Seule la partie centrale est antique, les textes à droite et à gauche sont une reconstitution du philologue Mazzocchi.

En septembre 1726, au pied de la porte méridionale est retrouvée l'épigraphe fragmentaire du monument,. Cette épigraphe, qui décorait l'entrée du vomitoire sud de l'amphithéâtre — directement relié à la voie Appienne —, fut déplacée dans l'église Sant'Elogio. Elle est désormais conservée au musée campanien de Capoue.
Les épigraphistes, au moment de sa découverte, en font la lecture suivante, en tentant de reconstituer entre [ ] certaines des parties de texte qui manquent :

« [COLONIA IVL]IA FELIX AVG[VSTA CAPVA]
 FECIT 
 [DIVVS HADR]IANVS AUG(ustus) [???]
 [???]T COLVMNAS AD[???] 
 [IMP(erator) CAES(ar) T(itus) AEL]IVS HADRIANV[S ANTONINVS]
 AVG(ustus) PIVS DEDICAVI[T] »

Elle indique que l'amphithéâtre, construit sous Auguste, fut décoré par Hadrien qui ajouta des colonnes et inauguré par son successeur Antonin le Pieux.
Une autre proposition de restitution est faite à la fin des années 1990 :

« [COLONIA FLAV]IA FELIX AVG[VSTA CAPVA]
 FECIT 
 [DIVVS HADR]IANVS AUG(ustus) PECUN(ia) SUA
 [A SOLO RSTITUI]T COLVMNAS AD[DEND(as) CURAVITQ(ue)] 
 [IMP(erator) CAES(ar) T(itus) AEL]IVS HADRIANV[S ANTONINVS]
 AVG(ustus) PIVS DEDICAVI[T] »

Selon cette interprétation l'amphithéâtre, construit sous la dynastie flavienne, aurait entièrement restructuré par Hadrien.